# Paranormal (Fernsehserie)
Paranormal (arabischer Originaltitel: ما وراء الطبيعة, DMG Mā warāʾa ṭ-ṭabīʿa) ist eine ägyptische Horror-Fernsehserie mit Mystery-, Fantasy- und Thriller-Elementen, die auf dem gleichnamigen Roman von Ahmad Khaled Towfeq (1962–2018) basiert. Die Serie erschien mit deutscher Synchronisation am 5. November 2020 weltweit auf Netflix.

## Handlung
Die Serie begleitet den zynischen Hämatologen Dr. Refaat Ismail, der mit einer Prise schwarzem Humor eine Zeit großer Unsicherheit durchlebt, als seine Welt aus den Fugen zu geraten beginnt, weil seine lebenslangen Forschungserkenntnisse plötzlich angezweifelt werden. Es beginnt im Jahr 1969, als Dr. Refaat Anfang 40 ist und eine Reihe von paranormalen Aktivitäten erlebt. Er betritt die Welt des Paranormalen zusammen mit seiner früheren Studienkollegin Maggie Mckillop, einer schottischen Wissenschaftlerin, der er nie seine Gefühle für sie gestanden hat. Gemeinsam müssen sie plötzlich ihre Freunde und Familien vor unglaublichen Gefahren beschützen, die sie umgeben.

## Besetzung und Synchronisation
Die deutschsprachige Synchronisation entstand nach den Dialogbüchern sowie unter der Dialogregie von Andreas Pollak durch die Synchronfirma Eclair Studios Germany in Berlin.
| Rolle                | Schauspieler      | Synchronsprecher     |
| -------------------- | ----------------- | -------------------- |
| Dr. Refaat Ismail    | Ahmed Amin        | Samir Fuchs          |
| Maggie Mckillop      | Razane Jammal     | Anne Patricia Reetz  |
| Reda Ismail          | Rushdi Al Shami   | Hanns Jörg Krumpholz |
| Raeefa Ismail        | Samma Ibrahim     | Anna Dranmski        |
| Huwaida Abdel Moniem | Aya Samaha        | Manja Doering        |
| Shiraz               | Reem Abd El Kader | Mina Chamlali        |

## Episodenliste
| Nr.                                                                               | Deutscher Titel                     | Originaltitel        | Regie                       | Drehbuch                  |
| --------------------------------------------------------------------------------- | ----------------------------------- | -------------------- | --------------------------- | ------------------------- |
| 1                                                                                 | Der Mythos des Hauses               | أسطورة البيت         | Amr Salama                  | Amr Salama                |
| 2                                                                                 | Der Mythos des Fluchs des Pharaoh   | أسطورة لعنة الفرعون  | Majid Al Ansari, Amr Salama | Amr Salama, Mahmoud Ezzat |
| 3                                                                                 | Der Mythos des Höhlenhüters         | أسطورة حارس الكهف    | Majid Al Ansari, Amr Salama | Amr Salama                |
| 4                                                                                 | Der Mythos der Naiade               | أسطورة الندّاهة       | Majid Al Ansari, Amr Salama | Omar Khaled               |
| 5                                                                                 | Der Mythos des Inkubus              | أسطورة الجاثوم       | Amr Salama                  | Amr Salama, Mahmoud Ezzat |
| 6                                                                                 | Der Mythos des Hauses: Die Rückkehr | أسطورة البيت: العودة | Amr Salama                  | Amr Salama                |
| Am 5. November 2020 wurde die erste Staffel der Serie bei Netflix veröffentlicht. |                                     |                      |                             |                           |